# Visogliano
Visogliano is een plaats (frazione) in de Italiaanse gemeente Duino-Aurisina.